# 킬패트릭사슴쥐
킬패트릭사슴쥐(Peromyscus kilpatricki)는 비단털쥐과에 속하는 설치류의 일종이다. 멕시코의 토착종이다.

## 특징
작은 설치류로 머리부터 몸까지 길이는 99mm, 꼬리 길이는 106mm이다. 발 길이는 22mm, 귀 길이는 21mm이다. 등 쪽의 털은 갈색빛의 회색인 반면에 배 쪽은 희끄무레하다.

## 생태
육상성 동물이다.

## 분포 및 서식지
멕시코 중부, 서부의 미초아칸주와 모렐로스주 일부 지역에서만 알려져 있다. 소나무와 전나무가 섞인 해발 1600m 이상의 산악 숲에서 서식한다.